# Щек
Щек (др.-рус. и церк.-слав. Щекъ) — в восточнославянской мифологии генеалогический герой, наряду со своими братьями Кием, Хоривом и сестрой Лыбедью, один из легендарных родоначальников племени днепровских полян, наряду со своими братьями, персонаж легенды об основании Киева, один из его легендарных основателей. Каждый из братьев основал поселение на одной из трёх днепровских «гор» (холмов).

## Этимология
Ряд учёных считает легенду об основании Киева этимологическим мифом, призванным объяснить названия киевских местностей. Имена этих персонажей производны от киевских топонимов, а не наоборот. В частности, Щек является персонажем, призванным объяснить название одной из киевских гор — Щекавица. Данные персонажи рассматриваются как генеалогические герои, герои мифологического эпоса, связанные с началом мифологизированной исторической традиции.